# Felsőrőcse
Felsőrőcse (1899-ig Felső-Reviscse, szlovákul: Veľké Revištia) község Szlovákiában, a Kassai kerület Szobránci járásában.

## Fekvése
Szobránctól 6 km-re nyugatra, a Feketevíz és az E58-as út között fekszik.

## Története
1335-ben említik először.
A 18. század végén, 1799-ben Vályi András így ír róla: „REVISTYE. Sáros, és Felső Revistye. Két tót falu Ungvár Várm., földes Urai több Uraságok; fekszenek Tibéhez nem meszsze, határbéli földgyeik közép termékenységűek, vagyonnyaik meglehetősek.”
Fényes Elek 1851-ben kiadott geográfiai szótárában így ír a faluról: „Reviscse, (Felső), magyar-tót falu, Ungh vmegyében, 60 romai, 54 g. kath., 2 evang., 193 ref., 25 zsidó lak. Ref. szentegyház. Termékeny, róna határ. F. u. gr. Sztáray Kristóf örökösei, gr. Waldstein, Pribék, Szemere, Draveczky, Olcsváry, Viczmándy nemzetségek.”
A trianoni diktátumig Ung vármegye Szobránci járásához tartozott.

## Népessége
| Év:            | 1994. | 2004.   | 2014.   | 2024.   |
| -------------- | ----- | ------- | ------- | ------- |
| Emberek száma: | 575   | 536     | 522     | 493     |
| Eltérés:       |       | -6,78 % | -2,61 % | -5,55 % |

| Év:            | 2023. | 2024.   |
| -------------- | ----- | ------- |
| Emberek száma: | 487   | 493     |
| Eltérés:       |       | +1,23 % |

1880-ban 344 lakosából 293 szlovák és 28 magyar anyanyelvű volt.
1910-ben 552 lakosából 433 szlovák és 39 magyar anyanyelvű volt, illetve cigány lakosai is voltak.
2003-ban 535 lakosa volt.
2011-ben 550 lakosából 501 szlovák volt.
2021-ben 503 lakosából 494 (+1) szlovák, 2 magyar, (+1) cigány, (+7) ruszin, 4 (+2) egyéb és 3 ismeretlen nemzetiségű volt.

## Neves személyek
- Itt született 1844-ben Tomcsányi László ügyvéd és országgyűlési képviselő.

## Nevezetességei
- Klasszicista stílusban épült református temploma 1843–1844-ben.
- Neoklasszicista kúria a 19. század végéről